# Blang jezik
Blang jezik (novi usvojeni naziv je plang; ISO 639-3: blr), austroazijski makrojezik donedavno smatran individualnim jezikom što se govore na jugozapadu Yunnana u Kini (42 000; 2000 popis), 12 000 u Burmi (1994) u državi Shan, i 1 200 u Tajlandu (1998 SIL) u provinciji (changwat) Chiang Rai.
Blang je podijeljen na 3 individualna jezika pang pung plang [ppb], kontoi plang [pki] i man noi plang [pmv]
Klasificira se podskupini bulang, široj skupini wa. Pisma: burmansko i tajsko

## Vanjske poveznice
- Ethnologue (14th)
- Ethnologue (15th)